# Everberg
Everberg, rarement appelé Everbergh, est une section de la commune belge de Cortenbergh située en Région flamande dans la province du Brabant flamand. C'était une commune à part entière avant la fusion des communes de 1977.

## Évolution démographique
- Sources : INS, Rem. : 1831 jusqu'en 1970 = recensements, 1976 = nombre d'habitants au 31 décembre.

## American Forces Network
Le Réseau de Radio et Télévision des Forces Armées Américaines, American Forces Network (ANF) dispose, dans l'ancienne caserne d'Everberg, d'un émetteur de radio FM et de télévision analogique qui couvre les communes de l'Est de Bruxelles (le quartier général de l'OTAN à Evere inclus) et de l'Est du Brabant Flamand. Les émissions radio se font sur la fréquence du 101,7 FM avec une puissance de 900W. Les émissions de télévision se font sur le système NTSC et ne sont pas visibles avec des télévisions européennes limitées au système européen PAL. Les émissions de télévision se font avec 2 kW dans le 33H.[réf. souhaitée]

## Personnalités
- Werner de Merode
- Philippe de Rubempré

## Patrimoine
- Château d'Everbergh (nl)